# Бакулев, Анатолий Евгеньевич
Анато́лий Евге́ньевич Ба́кулев (род. 1954, Слободской, Кировская область) — советский и российский тренер по боксу. В течение многих лет работал тренером-преподавателем в ОСДЮШОР г. Кирова, личный тренер бронзового призёра Олимпийских игр, вице-чемпиона мира Камиля Джамалутдинова, заслуженный тренер России (1999).

## Биография
Анатолий Бакулев родился в 1954 году в городе Слободской Кировской области. Серьёзно заниматься боксом начал в возрасте шестнадцати лет в 1970 году, проходил подготовку под руководством тренера Геннадия Григорьевича Буланова. После окончания школы поступил в Государственный институт физической культуры имени П. Ф. Лесгафта в Санкт-Петербурге, одновременно с этим получил первый опыт тренерской работы, подменив наставника в школьной боксёрской секции.
Впоследствии вернулся в Слободской и устроился работать тренером по боксу в местной Детско-юношеской спортивной школе. Позже работал тренером-преподавателем в Областной специализированной детско-юношеской спортивной школе олимпийского резерва города Кирова, где подготовил множество титулованных спортсменов.
Один из самых известных его учеников — заслуженный мастер спорта Камиль Джамалутдинов, серебряный призёр чемпионата мира, бронзовый призёр летних Олимпийских игр в Сиднее. За подготовку этого спортсмена в 1999 году Анатолию Бакулеву было присвоено почётное звание «Заслуженный тренер России». Также среди его воспитанников мастера спорта Алексей Еровкин, Камиль Мансуров, Радмир Хаджимустафов, Марина Крашенинникова, Яна Култышева и др.
В настоящее время работает тренером в Центре бокса им. Камиля Джамалудинова.